# Paul Renaudin
Pour les articles homonymes, voir Paul Renaudin (homonymie) et Renaudin.
Paul Renaudin est un journaliste et écrivain catholique français né à Paris le 11 mai 1873, où il est mort le 19 février 1964.

## Biographie

### Famille
Paul Renaudin est né le 11 mai 1873 à Paris. Il est le fils d'Émile Renaudin, inspecteur des finances et administrateur de la Compagnie des chemins de fer de l'Est, et de Louise-Marie Riché, fille de Jules François Riché. Il épouse Marie Thureau-Dangin, fille de Paul Thureau-Dangin. Une de leurs filles sera carmélite.
C'est l'oncle de Philippe Renaudin et de Jean Renaudin, ainsi que le grand-oncle de l'actrice Catherine Renaudin, épouse du comédien Claude Rich.

### Carrière
Élève au collège Stanislas, il y a notamment comme professeur le philosophe Maurice Blondel avec lequel il restera en relations. Il suit notamment les cours de l'abbé Félix Klein à l'Institut catholique de Paris et passe également à la faculté de droit de Paris.
Il fonde une revue littéraire et philosophique, Le Sillon, en janvier 1894 avec un camarade du collège Stanislas, Augustin Léger, qui témoigne des aspirations de la jeunesse à l'approche du siècle nouveau. Les deux premières années, la revue ne comptait que deux cents abonnés, loin du strict nécessaire pour couvrir les frais ; Paul Renaudin y pourvoira jusqu'à la création d'une société par actions à laquelle il souscrira ainsi que Marc Sangnier, également ancien condisciple du collège Stanislas. La revue donnera naissance au mouvement démocrate chrétien animé par Marc Sangnier.
Paul Renaudin contribue à de nombreux journaux et revues, dont la Revue des deux Mondes, au Correspondant, à La Revue hebdomadaire ou aux Cahiers ardennais. Il publiera de nombreux ouvrages.
Administrateur des éditions Bloud et Gay, il y dirige la collection « Ars et Fides ».
Il meurt le 19 février 1964 à Paris.

## Œuvres
- Silhouettes d'Humbles, Paris, Lib Académique Perrin, 1899.
- Mémoires d'un petit homme, comment je fus initié à la question sociale, 1905.
- Les Champiers, Paris, Plon, 1907.
- Un pardon, Plon, Paris, 1909.
- Ce qui demeure, 1911.
- L'Amoureuse enfant, Plon, 1923.
- La Paix du Soir, Bloud et Gay, Paris, 1923.
- Saint Vincent de Paul, illustrations Jobé Duval, Publiroc, Marseille, 1927.
- L'île des Saints, Bloud et Gay, Paris, 1927.
- Théâtre Au Clair De Lune, Bloud et Gay, Paris, 1929.
- Amour sacré, amour profane (études sur le XVIIIe siècle), Bloud et Gay, 1925.
- Une grande mystique française au XVIIe siècle. Marie de l'Incarnation, ursuline de Tours et de Québec. Essai de psychologie religieuse, Paris, Bloud et Gay sans date [1935].
- Du doute à l'angoisse. L'inquiétude religieuse aux XIXe et XXe siècles, Édition Spes, 1953.
- Le Maréchal Fabert, le soldat, le réformateur, l'homme, Desclée de Brouwer et Cie, Paris, 1933.
- Résurrection de la France 1589-1640, Librairie Bloud et Gay, 1941.
- La Nouvelle Journée 7 Printemps mystiques, Librairie Bloud et Gay, 1941.
- Le maître de Froidmont, Plon, 1942.
- Jean-Jacques Olier, Collection Pages catholiques, Paris, Albin Michel, 1943.
- Trois qui cherchaient Dieu-Théodore Jouffroy. Maine de Biran. Sully Prudhomme, Spes, 1945.
- Quatre mystiques anglais Richard Rolle, Juliane de Norwich, Dom Augustin Baker, Gertrude More, Les éditions du Cerf, Religion, 1945.
- Mystiques et Saints de chez nous, Les éditions nouvelles, 1947.
- Un maître de la mystique française, Benoît de Canfield, Éditions Spes, 1955.

## Distinctions
De l'Académie française
- 1905 : Prix Montyon pour Mémoire d’un petit homme
- 1911 : Prix Narcisse Michaut pour Ce qui demeure
- 1928 : Prix Alfred Née
- 1934 : Prix Thérouanne pour Le maréchal Fabert
- 1937 : Prix d’Académie pour Marie de l’Incarnation
- 1954 : Prix Marcelin Guérin pour Du doute à l’angoisse
- 1959 : Prix Juteau-Duvigneaux pour Trois qui cherchaient Dieu, Benoît de Canfeld et Du doute à l’angoisse